# 2017 RU1
2017 RU1 — навколоземний астероїд. Виявлений у вересні 2017 р. обсерваторією ATLAS на горі Мауна-Лоа на Гаваях. За оцінками його діаметр складає від 62 до 200 метрів. В ніч з 13 на 14 вересня зблизився з Землею на відстань 15,8 млн км. Це відповідає 41 дистанції між Землею і Місяцем.